# Meshach Taylor
Meshach Taylor (Massachusetts, Estados Unidos; 11 de abril de 1947 - California; 28 de junio de 2014) fue un actor estadounidense.
Desde pequeño tuvo cierto interés por la actuación. Estudió drama en el Wilmington College de Ohio, antes de trasladarse a Florida A&M en Tallahassee, donde será recordado por su nominación al Emmy en el papel de Anthony Bouvier en el sitcom Designing Women.
Ganó experiencia en la emisora de Indianápolis como corresponsal y dramático, convirtiéndose en miembro del Chicago's Goodman Theatre y Organic Theatre. En 1978 se trasladó a Los Ángeles, donde participó en la película de terror Damien: Omen II, The Howling (1981) y The Beast Within (1982), antes de tener papeles importantes en la televisión como Barney Miller, Lou Grant, Barnaby Jones, Hill Street Blues, Cagney and Lacey, M*A*S*H, The Golden Girls, y Buffalo Bill.
Desde 1986 hasta 1993 apareció en Designing Women como el asistente de Delta Burke, Annie Potts, Jean Smart y Dixie Carter, y en 1989 recibió una nominación al Emmy como Outstanding Supporting Actor in a Comedy Series. Durante los cuatro años siguientes apareció en el sitcom Dave's World.
Apareció en otras películas como Inside Out (1986), Mannequin (1987), Class Act (1992), Jacks or Better (2000), Friends and Family (2001) y Hyenas (2011). También dirigió su propia serie en HGTV, The Urban Gardener with Meshach Taylor.
Falleció el 28 de junio de 2014 tras una larga batalla contra el cáncer colorrectal. Está enterrado en el Forest Lawn Memorial Park.
Se casó con la también actriz Bianca Ferguson y tuvieron una hija, Esme.

## Filmografía seleccionada
- Damien: Omen II (1978) - Dr. Kane
- Stony Island (1978) - Aldeman's Yes-Man
- The Howling (1981) - Shantz
- The Beast Within (1982) - Deputy Herbert
- The Haircut (1982) - Sam
- Explorers (1985) - Gordon Miller
- Warning Sign (1985) - Técnico de vídeo #2
- One More Saturday Night (1986) - Bill Neal
- Inside Out  (1986) - Freddy
- Mannequin (1987) - Hollywood
- The Allnighter (1987) - Detective de hotel Philip
- House of Games (1987) - Mr. Dean
- Ultra Warrior (1990) - Elijah
- Mannequin Two: On the Move (1991) - Hollywood Montrose / Portero
- Class Act (1992) - Duncan's Dad
- Double, Double, Toil and Trouble (1993) - Mr. N
- The Right Connections (1997) - Lionel Clark
- Jacks or Better (2000) - Ron
- Friends & Family (2001) - Bruno
- Tranced (2010) - Cabbie
- Wigger (2010) - Charles Pruitt
- Hyenas (2011) - Crazy Briggs